# Funció zeta de Riemann
La funció zeta de Riemann ζ(s) és una funció de variable complexa s definida, per a qualsevol s amb part real > 1, per
{\displaystyle \zeta (s)=\sum _{n=1}^{\infty }{\frac {1}{n^{s}}}}
és a dir, és la sèrie de Dirichlet amb a = 1. Quan la part real de s és superior a 1, aquesta sèrie és convergent. Bernhard Riemann demostrà que la funció es pot estendre a una funció holomorfa definida per a tots els nombres complexos s amb s ≠ 1. Aquesta és la funció a la que es refereix la hipòtesi de Riemann i té una importància cabdal en teoria de nombres (especialment per la seva relació amb els nombres primers) i en diversos camps de la Física.
Alguns valors de ζ(s) per als primers nombres enters són:
{\displaystyle \zeta (1)=1+{\frac {1}{2}}+{\frac {1}{3}}+\cdots =\infty }; que és la sèrie harmònica.
{\displaystyle \zeta (2)=1+{\frac {1}{2^{2}}}+{\frac {1}{3^{2}}}+\cdots ={\frac {\pi ^{2}}{6}}}; la sèrie objecte del problema de Basilea.
{\displaystyle \zeta (3)=1+{\frac {1}{2^{3}}}+{\frac {1}{3^{3}}}+\cdots =1.202...}; anomenada constant d'Apéry
{\displaystyle \zeta (4)=1+{\frac {1}{2^{4}}}+{\frac {1}{3^{4}}}+\cdots ={\frac {\pi ^{4}}{90}}}
{\displaystyle \zeta (5)=1+{\frac {1}{2^{5}}}+{\frac {1}{3^{5}}}+\cdots =1.036...}
{\displaystyle \zeta (6)=1+{\frac {1}{2^{6}}}+{\frac {1}{3^{6}}}+\cdots ={\frac {\pi ^{6}}{945}}}
{\displaystyle \zeta (7)=1+{\frac {1}{2^{7}}}+{\frac {1}{3^{7}}}+\cdots =1.0083...}
{\displaystyle \zeta (8)=1+{\frac {1}{2^{8}}}+{\frac {1}{3^{8}}}+\cdots ={\frac {\pi ^{8}}{9450}}}
{\displaystyle \zeta (9)=1+{\frac {1}{2^{9}}}+{\frac {1}{3^{9}}}+\cdots =1.0020...}
{\displaystyle \zeta (10)=1+{\frac {1}{2^{10}}}+{\frac {1}{3^{10}}}+\cdots ={\frac {\pi ^{10}}{93555}}}

## Relació amb els nombres primers
La relació d'aquesta funció amb els nombres primers fou descoberta per Leonhard Euler, que trobà
{\displaystyle \zeta (s)=\prod _{p}{\frac {1}{1-p^{-s}}}}
és a dir, que la funció zeta és igual a un producte infinit estès a tots els nombres primers p. En realitat, aquest resultat és conseqüència de la fórmula d'una sèrie geomètrica i del teorema fonamental de l'aritmètica.
Però a més, els zeros (o arrels) de la funció zeta, els punts on ζ(s) = 0, tenen una gran importància, perquè determinades integrals de camí que utilitzen la funció ln(1/ζ(s)) es poden fer servir per aproximar la funció de recompte de nombres primers, π(x)